# Ecliptopera diluta
Ecliptopera diluta är en fjärilsart som beskrevs av Heinrich Benno Möschler 1925. Ecliptopera diluta ingår i släktet Ecliptopera och familjen mätare. Inga underarter finns listade i Catalogue of Life.